# Bóly
Bóly (tyska: Bohl, kroatiska: Boja) är en stad och kommun i distriktet Bóly i provinsen Baranya i södra Ungern. Kommunen har 3 707 invånare (2024), på en yta av 25,44 km².